# Supertajna lista pytań
Supertajna lista pytań – trzeci i ostatni singel zespołu Ira promujący szóstą studyjną płytę Tu i teraz. Singel został wydany 8 marca 2003 roku. Utwór trwa 4 minuty i 14 sekund i jest szóstym utworem co do najdłuższych znajdujących się na płycie.
Na singlu zamieszczono studyjną wersję utworu, oraz wersję radiową, która jest krótsza o 45 sekund. Singel ukazał się nakładem wytwórni BMG Poland.
Tekst utworu adresowany jest do kobiety. Autorem tekstu jest Jacek Telus.
Brzmienie utworu utrzymane jest w melodyjnym pop-rockowym brzmieniu. Kompozytorami piosenki są wokalista grupy Artur Gadowski, oraz perkusista grupy Wojciech Owczarek. W tym utworze na gitarze akustycznej gościnnie wystąpił Mariusz Noskowiak.
Do utworu był kręcony również teledysk w nocy z 7 na 8 marca w jednym z hipermarketów w Krakowie. Zdjęcia do teledysku ostatecznie się nie udały i klip promowany był jedynie w stacjach radiowych.
Supertajna lista pytań była dość często granym utworem podczas koncertów zespołu w 2002 oraz 2003 roku. Również z tym utworem zespół wystąpił 12 kwietnia 2003 roku w koncercie "Przeboje jedynki", który był transmitowany na żywo w telewizji, w programie TVP1.
Utwór znalazł się także na Liście Przebojów Radiowej III, nie odnosząc jednak większego sukcesu. Utwór dotarł najwyżej do 33 miejsca.
Obecnie utwór Supertajna lista pytań nie jest grany na koncertach zespołu.

## Lista utworów na singlu
CD
1. "Supertajna lista pytań" – (Radio edit) – (W.Owczarek/A.Gadowski – J.Telus) – 3:30
2. "Supertajna lista pytań" – (Album version) – (W.Owczarek/A.Gadowski – J.Telus) – 4:15

## Twórcy
Ira
- Artur Gadowski – śpiew, chórki
- Wojciech Owczarek – perkusja
- Piotr Sujka – gitara basowa, chór
- Zbigniew Suski – gitara

Muzycy sesyjni
- Mariusz Noskowiak – instrumenty klawiszowe, gitara akustyczna chórki,
- Patrycja Kujawska, Karolina Polanowska, Grażka Graczyk – chórki
- Przemek Momot - instrumenty perkusyjne

Pozostali
- Produkcja: Mariusz Musialski ("El Mariachi Management")
- Produkcja muzyczna: Krakers Zarząd, Mariusz Musialski
- Realizacja nagrań: Adam Toczko
- Mix: Adam Toczko i Szymon Sieńko w Gdańsku
- Mastering: Tom Meyer oraz Master & Servant w Hamburgu
- Projekt okładki, oprawa graficzna: Activa Studio
- Aranżacja: Artur Gadowski /Wojciech Owczarek
- Tekst utworu: Jacek Telus

## Opis singla
- Muzyka: Artur Gadowski, Wojtek Owczarek
- Słowa: Jacek Telus
- Gościnnie: Mariusz Noskowiak – instrumenty klawiszowe, gitara akustyczna, chórki, Przemek Momot – instrumenty perkusyjne, Patrycja Kujawska, Karolina Polanowska – chórki
- Produkcja: El Mariachi Management
- Produkcja muzyczna: Krakers Zarząd w składzie: Steven Spider, Prezes, Wielki Magnat
- Realizacja nagrania: Adam WM Toczko, Elektra Studio
- Mix: Adam WM Toczko, Szymon Sieńko
- Zdjęcia: Rafał Masłow
- Projekt okładki: Activa Studio S.C.

## Notowania
| Pozycja | 47 | 44 | 33 | 35 | 43 | 38 | 45 |

- Utwór znajdował się na liście od 28 marca do 9 maja 2003 roku. Łącznie na liście znajdował się przez 7 tygodni.